# Paromalostomum coronum
Paromalostomum coronum is een platworm (Platyhelminthes). De worm is tweeslachtig. De soort leeft in het zoute water.
Het geslacht Paromalostomum, waarin de platworm wordt geplaatst, wordt tot de familie Dolichomacrostomidae gerekend. De wetenschappelijke naam van de soort werd voor het eerst geldig gepubliceerd in 1983 door Spurr.